# Version (álbum)
Version é o segundo álbum de estúdio do DJ inglês Mark Ronson. Foi lançado digitalmente a 14 de abril de 2007, e é composto por versões de canções editadas anteriormente.
Chegou ao segundo lugar no Reino Unido e vendeu 105,584 cópias até janeiro de 2015.